# Giuseppe Barbieri (architetto)
Giuseppe Barbieri (Verona, 2 dicembre 1777 – Verona, 10 gennaio 1838) è stato un architetto e ingegnere italiano. 
Fu allievo di Luigi Trezza e dopo aver ottenuto, intorno al 1800, il diploma di ingegnere e architetto, si ritrova a collaborare con Bartolomeo Giuliari alla realizzazione di alcuni disegni.
Nel 1808 viene incaricato di redigere il progetto per il completamento del palazzo del Gran Guardia a cui affiancherà anche il palazzo della Gran Guardia Nuova, poi rinominato in suo onore Palazzo Barbieri, che ora ospita la sede del Comune di Verona. Si occupa inoltre di ridisegnare alcune importanti vie cittadine.
A Verona progettò, a partire dal 1816 il Cimitero Monumentale e in qualità di ingegnere municipale si occupò delle operazioni di sistemazione dell'invaso di piazza Bra e dello sviluppo urbanistico adiacente. Si occupò anche di architettura ecclesiastica con il completamento della facciata della chiesa di San Sebastiano, dei campanili delle chiese di San Lorenzo a Pescantina, dei santi Pietro e Paolo a Poiano, di San Martino Vescovo ad Avesa e di quello in tufo a San Michele Extra.

## Alcuni progetti e disegni

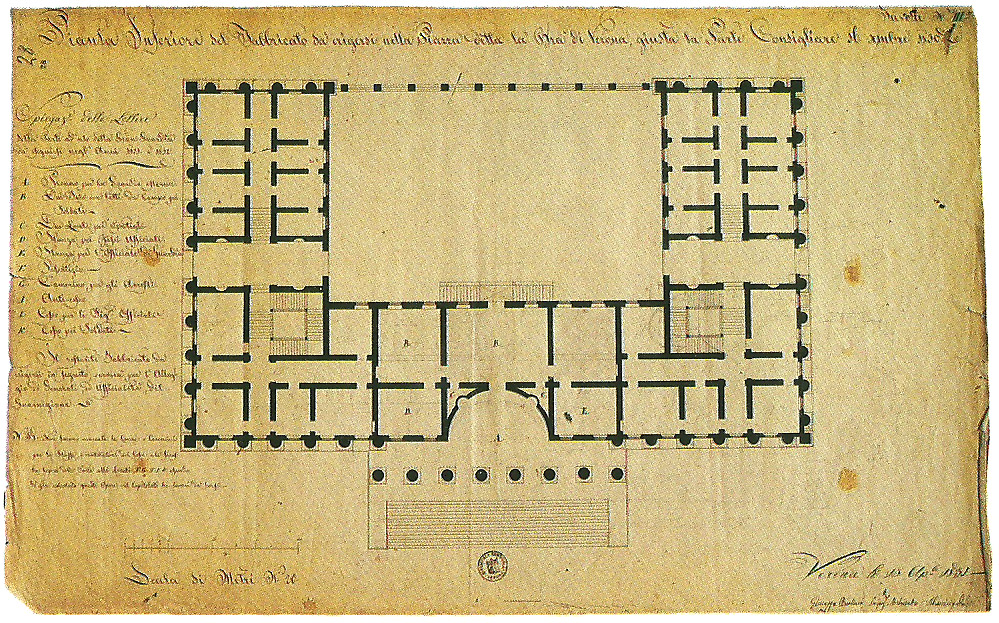
Pianta inferiore del palazzo della Gran Guardia Nuova da un progetto di Giuseppe Barbieri
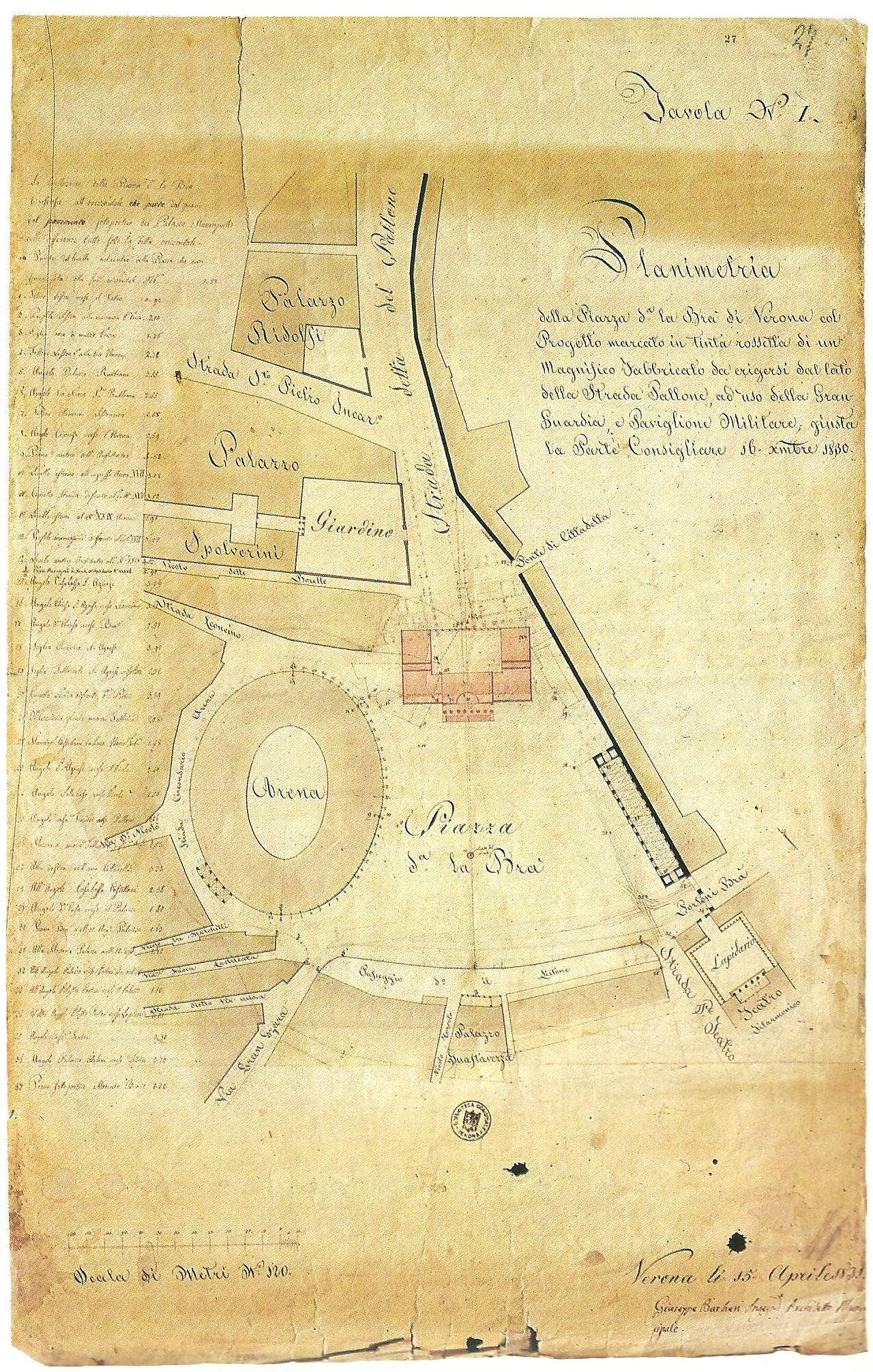
Planimetria di Piazza Bra con evidenziata la posizione della Gran Guardia
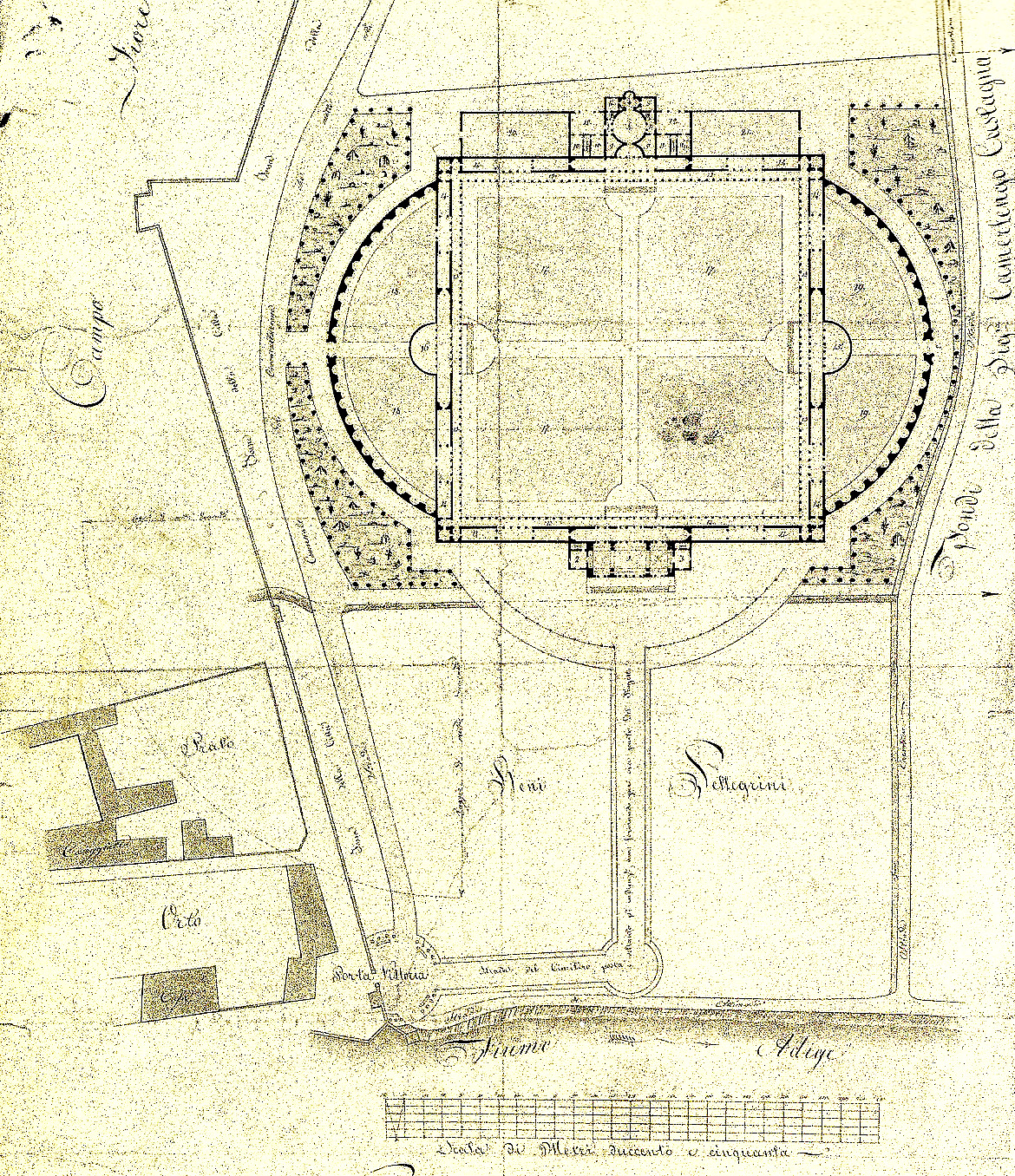
Progetto per il Cimitero Monumentale di Verona